# 紋切型辞典
『紋切型辞典』（もんきりがたじてん、 フランス語: Le Dictionnaire des idées reçues）は、ギュスターヴ・フローベールの遺稿。執筆当時の世間に流布していた陳腐な言い回しや凡庸な意見、ありがちなジョークや誤解、迷信といったものを辞典の形でまとめた風刺的な作品である。およそ1000ほどの単語が普通の辞典と同じようにアルファベット順に列挙され、それぞれに用例や定義、訓戒といった形の短文が付されている。フローベールの書簡によれば、「だれでも一度これを読んだなら、そこに書いてある通りをうっかり口にするのではないかと心配で、一言もしゃべれなくなる」（岩波文庫版解説、293-294頁より）ことを目指したものであった。
フローベールの『紋切型辞典』の着想は古く、まだ青年であった1840年代にはすでに構想を持ち、1850年代には友人などに宛てた書簡でしきりと刊行計画に言及していたが、発表には至っていない。晩年のフローベールは長編小説『ブヴァールとペキュシェ』の第2部として、主人公である2人の写字生によるものとして『紋切型辞典』を登場させ、その内容を小説に組み込むつもりでいたが、その死によって実現しなかった。『ブヴァールとペキュシェ』は第1部の大部分が完成していたためにフローベールの死後すぐに出版されたが、『紋切型辞典』は内容の異なる草稿が3種類あるなど未整理な状態であったために長く未発表のままで、1910年になって初めて全集版の『ブヴァールとペキュシェ』の巻に収録されている。
原題は『世間で認容されたさまざまな考えの辞典』の意。『紋切型辞典』という訳題は辰野隆による。

## 項目例
- Achille（アキレス） - 「俊足の」とつけ加えるべし。ホメロスを読んだと他人に思わせることができる。
- constipation（便秘） - 文学者はみんな便秘に悩んでいる。政治的信条に影響を及ぼす。
- imbéciles（愚か者） - あなたと同じ考えを持たない人のこと。
- livre（書物） - どんな書物であれ、常に長すぎる！
- météo（天気） - 永遠の話題。全ての病気の原因。いつも不平を言われる。
- œuf（卵） - 生物の起源をめぐる科学的な議論の出発点。
- plante（植物） - 植物は、それに似ている人体の部分を必ず癒してくれる。
- soupir（ため息） - 女性の近くにいるときにつくべし。

## 日本語訳
項目例は岩波文庫の小倉訳によるもの。
- 紋切型辞典（山田𣝣訳、筑摩書房『フロベール全集 第5巻』所収、1966年）
- 紋切型辞典（山田𣝣訳、青銅社、1978年／平凡社ライブラリー、1998年）※上記とは別の底本に拠っている。
- 紋切型辞典（小倉孝誠訳、岩波文庫、2000年）